# Bulletproof Heart (My Chemical Romance)
Bulletproof Heart è un singolo dei My Chemical Romance, il terzo estratto dal loro album Danger Days: The True Lives of the Fabulous Killjoys, pubblicato il 13 giugno 2011.

## Video musicale
Dopo Planetary (Go!), per cui la band aveva deciso di pubblicare come video ufficiale le riprese di una sua esibizione dal vivo, i fan della band attendevano un video musicale per Bulletproof Heart che continuasse la storia dei fantomatici "Killjoys", iniziata con il video di Na Na Na (Na Na Na Na Na Na Na Na Na) e proseguita con quello di Sing, ma per il singolo non è stato infine realizzato alcun tipo di video promozionale. Il cantante Gerard Way ha dichiarato di aver pensato all'idea di continuare la storia dei Killjoys con un nuovo video, ma di aver poi deciso di non realizzarne alcuno in quanto considera i precedenti video delle semplici metafore, e non una storia da continuare.

## Formazione
My Chemical Romance
- Gerard Way – voce
- Ray Toro – chitarra solista, cori
- Frank Iero – chitarra ritmica, cori
- Mikey Way – basso

Altri musicisti
- Dorian Crozier – batteria
- Jamie Muhoberac– tastiera

## Classifiche
| Classifica (2011)         | Posizione massima |
| ------------------------- | ----------------- |
| Stati Uniti (alternative) | 18                |
| Stati Uniti (rock)        | 42                |